# Euphorbia calyptrata
Euphorbia calyptrata là một loài thực vật có hoa trong họ Đại kích. Loài này được Coss. & Kralik mô tả khoa học đầu tiên năm 1857.